# Jonas Grethlein

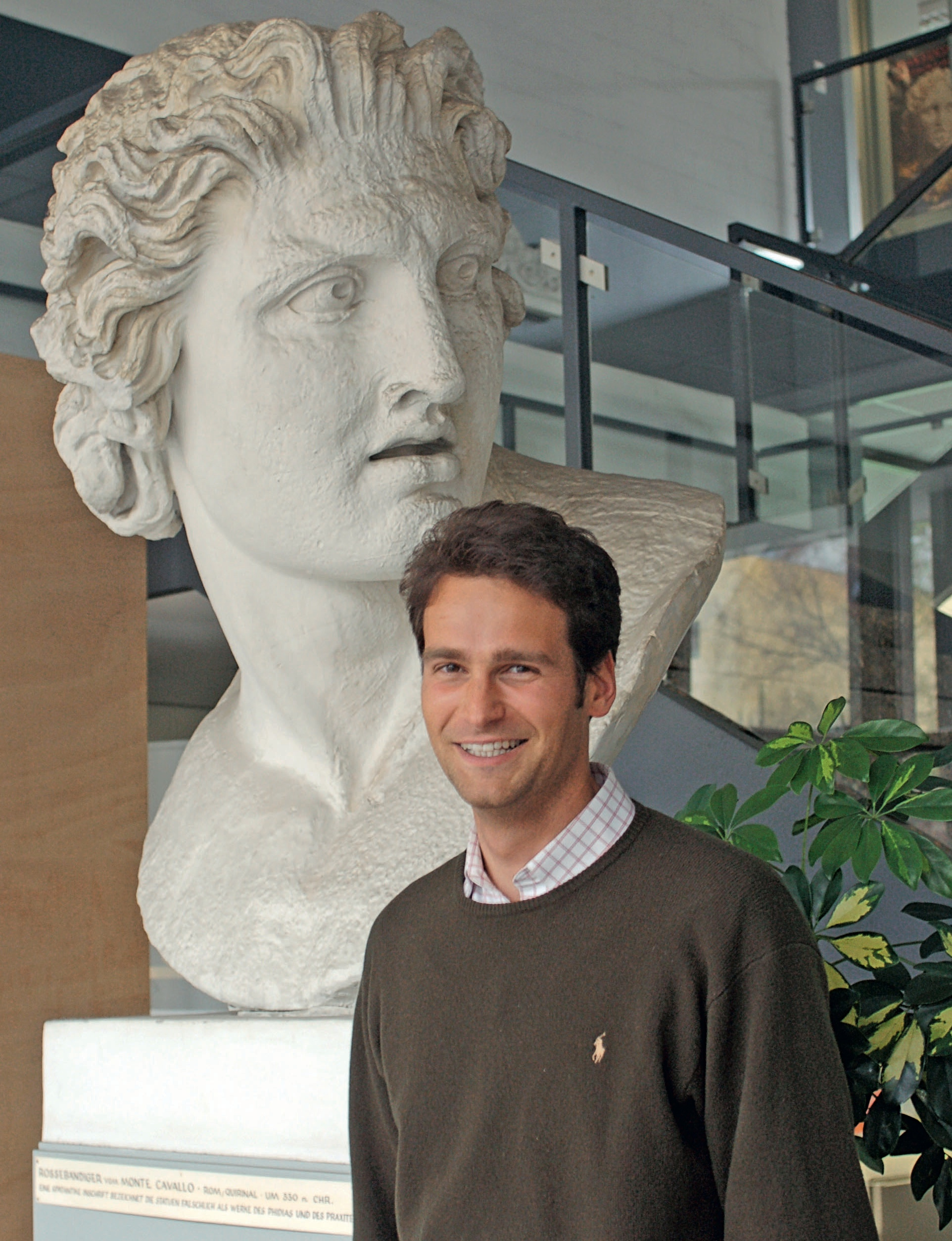
Jonas Grethlein (2008)

Jonas Grethlein (* 13. Mai 1978 in München) ist ein deutscher Altphilologe.

## Leben
Jonas Grethlein, der Sohn des evangelischen Theologen Christian Grethlein, studierte als Stipendiat der Studienstiftung des deutschen Volkes Klassische Philologie und Geschichte, von 1997 bis 1999 an der Georg-August-Universität Göttingen, von 1999 bis 2000 am Trinity College der University of Oxford, ab 2000 an der Albert-Ludwigs-Universität Freiburg. Hier wurde er 2002 mit der Dissertation Asyl und Athen: Die Konstruktion kollektiver Identität in der griechischen Tragödie mit dem Prädikat summa cum laude promoviert, für die er von der Stiftung Humanismus heute mit dem Günter-Wöhrle-Preis ausgezeichnet wurde.
Nach der Promotion wurde Grethlein 2003 Wissenschaftlicher Mitarbeiter am Freiburger Sonderforschungsbereich „Identitäten/Alteritäten“ und Stipendiat im Emmy-Noether-Programm der Deutschen Forschungsgemeinschaft (DFG). Nach seiner Habilitation (2005) mit der Schrift Geschichte, Geschichtlichkeit und Erzählung in der Ilias wurde er im Rahmen des Emmy-Noether-Programms mit der Bildung und Leitung einer Arbeitsgruppe zum Thema Geschichtsbilder in der griechischen Literatur der Archaik und Klassik beauftragt, die er bis 2009 führte. Für seine Habilitationsschrift wurde er 2006 mit dem Heinz-Maier-Leibnitz-Preis der DFG ausgezeichnet. 2007 ging er als Assistant Professor an die University of California, Santa Barbara. Zum Sommersemester 2008 folgte er einem Ruf an die Ruprecht-Karls-Universität Heidelberg auf den Lehrstuhl für Griechische Literaturwissenschaft, der seit 2001 vakant war. Von September 2010 bis Mai 2011 forschte Grethlein als Gerda Henkel Scholar an der Brown University in Providence, Rhode Island (USA). Damit wird sein Forschungsprojekt Futures past in ancient historiography (Erzählstrategien antiker Geschichtsschreiber) unterstützt. 2012 erhielt Grethlein einen mit rund 1,4 Millionen Euro dotierten ERC Starting Grant, eine Förderung des Europäischen Forschungsrates (ERC) für exzellente junge Forscher. Von 2013 an wurde über einen Zeitraum von fünf Jahren das Projekt AncNar. Experience and Teleology in Ancient Narrative gefördert. Einen Ruf an die University of Cambridge lehnte er 2021 ab.
Kurz nach Abschluss seiner Habilitation (2005) wurde bei ihm Blasenkrebs diagnostiziert mit einer Chance, die nächsten zehn Jahre zu überleben, von nur 17 Prozent. Die Auseinandersetzung mit dieser Diagnose und ihren Auswirkungen auf sein Leben reflektiert er in seinem 2022 erschienenen Buch Mein Jahr mit Achill. Die Ilias, der Tod und das Leben.
Grethlein ist einer der zehn Empfänger des Gottfried Wilhelm Leibniz-Preises für 2024.

## Publikationen
- Asyl und Athen. Die Konstruktion kollektiver Identität in der griechischen Tragödie (= Drama. Beiträge zum antiken Drama und seiner Rezeption. Beiheft 21). Metzler, Stuttgart/Weimar 2003, ISBN 3-476-45309-9 (zugleich Dissertation, Universität Freiburg im Breisgau 2002).
- Das Geschichtsbild der Ilias. Eine Untersuchung aus phänomenologischer und narratologischer Perspektive (= Hypomnemata. Untersuchungen zur Antike und zu ihrem Nachleben. Band 163). Vandenhoeck und Ruprecht, Göttingen 2006, ISBN 3-525-25262-5 (zugleich Habilitationsschrift, Universität Freiburg im Breisgau 2004).
- Littells Orestie. Mythos, Macht und Moral in Les Bienveillantes (= Paradeigmata. Band 9). Rombach, Freiburg 2009, ISBN 978-3-7930-9611-5.
- als Hrsg. mit Antonios Rengakos: Narratology and Interpretation. The Content of Narrative Form in Ancient Literature (= Trends in Classics. Supplement-Band 4). Walter de Gruyter, Berlin/New York 2009, ISBN 978-3-11-021452-9.
- The Greeks and their Past. Poetry, Oratory and History in the Fifth-Century BCE. Cambridge University Press, Cambridge 2010, ISBN 978-0-521-11077-8 (Paperback-Ausgabe 2013).
- als Hrsg. mit Christopher B. Krebs: Time and Narrative in Ancient Historiography. The „Plupast“ from Herodotus to Appian. Cambridge University Press, Cambridge 2012, ISBN 978-1-107-00740-6.
- Experience and Teleology in Ancient Historiography. Futures Past from Herodotus to Augustine. Cambridge University Press, Cambridge 2013, ISBN 978-1-107-04028-1.
- Die Odyssee. Homer und die Kunst des Erzählens. C. H. Beck, München 2017, ISBN 978-3-406-70817-6.
  - Englische Fassung: Reading the Odyssey: a guide to Homer’s narrative. Translated by Sabrina Stolfa. Princeton University Press, Princeton 2024, ISBN 9780691182490.
- Aesthetic Experiences and Classical Antiquity. The Significance of Form in Narratives and Pictures. Cambridge University Press, Cambridge 2017, ISBN 978-1-107-19265-2.
- The Ancient Aesthetics of Deception. The Ethics of Enchantment from Gorgias to Heliodorus. Cambridge University Press, Cambridge 2021, ISBN 978-1-316-51881-6.
- Mein Jahr mit Achill. Die Ilias, der Tod und das Leben. C. H. Beck, München 2022, ISBN 978-3-406-78206-0.
- Antike und Identität. Die Herausforderungen der Altertumswissenschaften. Mohr Siebeck, Tübingen 2022, ISBN 978-3-16-161852-9.
- Ancient Greek Texts and Modern Narrative Theory. Towards a Critical Dialogue. Cambridge University Press, Cambridge 2023, ISBN 978-1-00-933959-9.
- Hoffnung. Eine Geschichte der Zuversicht von Homer bis zum Klimawandel. C. H. Beck, München 2024, ISBN 978-3-406-82136-3.